# Alphonse Boistel
Alphonse Barthélémy Martin Boistel (1836 – 1908) foi um jurista e naturalista francês.

## Biografia
Em 1866, assumiu o posto de professor de direito civil em Grenoble, e de 1870 a 1879, ensinou direito comercial em Paris. Dirigiu de 1875 a 1907 a revista  "Revue général du droit".
Apaixonado pela história natural, interessou-se especialmente pelos líquens. Presidiu a Sociedade Geológica da França, se retirando em 1907.

## Publicações
- De la nullité et de la résolution de la vente et du partage (C. de Mourgues, Paris, 1859) — tese de graduação.
- De la puissance du père sur la personne de ses enfants en droit romain et en droit français (Impressão de E. Donnaud, Paris, 1863) — tese de doutorado.
- Le Droit dans la famille. Études de droit rationnel et de droit positif (A. Durand, Paris, 1864).
- De la Méthode dans les sciences morales (Impressão de Maisonville e filhos, Grenoble, 1868).
- Cours élémentaire de droit naturel ou de philosophie du droit, suivant les principes de Rosmini (E. Thorin, Paris, 1870).
- Précis du cours de droit commercial, professé à la Faculté de droit de Paris (E. Thorin, Paris, 1875, reeditado em 1876, 1878, 1884).
- Théorie juridique du compte-courant (E. Thorin, Paris, 1883).
- Manuel de droit commercial, à l'usage des étudiants des Facultés de droit et des Écoles de commerce (E. Thorin, Paris, 1887, reeditado em 1888 e em 1889).
- Cours de philosophie du droit professé à la faculté de droit de Paris (dois volumes, A. Fontemoing, Paris, 1899).
- Principes de métaphysique nécessaires à l'étude de la philosophie du droit (A. Fontemoing, Paris, 1899).
- Nouvelle Flore des lichens pour la détermination facile des espèces sans microscope et sans réactifs avec 1178 figures inédites dessinées d'après nature par l'auteur, représentant toutes les espèces de France et les espèces communes d'Europe: 1ère partie (partie élémentaire); suivie de Nouvelle flore servant à la détermination de toutes les espèces variètés et formes signalées en France, avec leurs caractères microscopiques et leurs réactions chimiques: 2ème partie (partie scientifique) (P. Dupont, Paris, 1902, reeditado em 1904, 1913, 1972 e 1986) — obra que dá seguimento à  Nouvelle Flore de Gaston Bonnier (1851-1922) e de Georges de Layens (1834-1897)